# Казахстан на летних Паралимпийских играх 2020
Казахстан на летних Паралимпийских играх 2020, прошедших в Токио 24 августа — 5 сентября 2021 года, был представлен 26 спортсменами в 7 видах спорта: плавании, тхэквондо, лёгкой атлетике, дзюдо, пауэрлифтинге, стрельбе, параканоэ.
Призовые медалистам Паралимпиады-2020 и Олимпиады-2020 в Казахстане одинаковые и были установлены в размере: золотым медалистам — 250 000 долларов США, серебряным — 150 000 долларов США, бронзовым — 75 000 долларов США.
По итогам Паралимпиады казахстанские спортсмены завоевали пять медалей: одну золотую, три серебряных и одну бронзовую.

## Медали
| Золото  |                    |                                         |            |
| №       | Спортсмены         | Вид спорта (дисциплина)                 | Дата       |
| 1       | Давид Дегтярёв     | Пауэрлифтинг (мужчины, до 54 кг)        | 26 августа |
| Серебро |                    |                                         |            |
| №       | Спортсмены         | Вид спорта (дисциплина)                 | Дата       |
| 1       | Ануар Сариев       | Дзюдо (мужчины, до 60 кг)               | 27 августа |
| 2       | Темиржан Даулет    | Дзюдо (мужчины, до 73 кг)               | 28 августа |
| 3       | Зарина Байбатина   | Дзюдо (женщины, свыше 70 кг)            | 29 августа |
| Бронза  |                    |                                         |            |
| №       | Спортсмены         | Вид спорта (дисциплина)                 | Дата       |
| 1       | Нурдаулет Жумагали | Плавание (мужчины, 100 м брассом, SB13) | 1 сентября |

| Медали по видам спорта | Медали по видам спорта | Медали по видам спорта | Медали по видам спорта | Медали по видам спорта |
| ---------------------- | ---------------------- | ---------------------- | ---------------------- | ---------------------- |
| Вид спорта             | 1                      | 2                      | 3                      | Итого                  |
| Пауэрлифтинг           | 1                      | 0                      | 0                      | 1                      |
| Дзюдо                  | 0                      | 3                      | 0                      | 3                      |
| Плавание               | 0                      | 0                      | 1                      | 1                      |
| Всего                  | 1                      | 3                      | 1                      | 5                      |

## Состав сборной

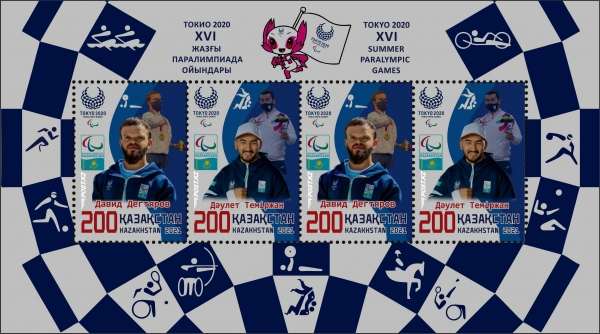
Почтовый блок Казпочты 2021 года, посвящённый призёрам Паралимпиады: Давиду Дегтярёву и Темиржану Даулету

Дзюдо
1. Жанбота Аманжол
2. Темиржан Даулет
3. Ануар Сариев
4. Галымжан Смагулулы
5. Ерлан Утепов
6. Зарина Байбатина
7. Даяна Федосова

 Лёгкая атлетика
1. Дастан Мукашбеков
2. Салтанат Абилхасымкызы

 Параканоэ
1. Бибарыс Спатай

 Пауэрлифтинг
1. Давид Дегтярёв
2. Рахметжан Хамаев
3. Гульбану Абдыхалыкова
4. Раушан Койшибаева
5. Алина Солодухина

 Плавание
1. Роман Агалаков
2. Сиязбек Далиев
3. Нурдаулет Жумагали
4. Ержан Салимгереев
5. Нурали Советканов
6. Зульфия Габидулина
7. Алия Рахимбекова

 Стрельба
1. Айсулу Джумабаева

 Тхэквондо
1. Нурлан Домбаев
2. Нышан Омирали
3. Камиля Досмалова

## Результаты

### Дзюдо

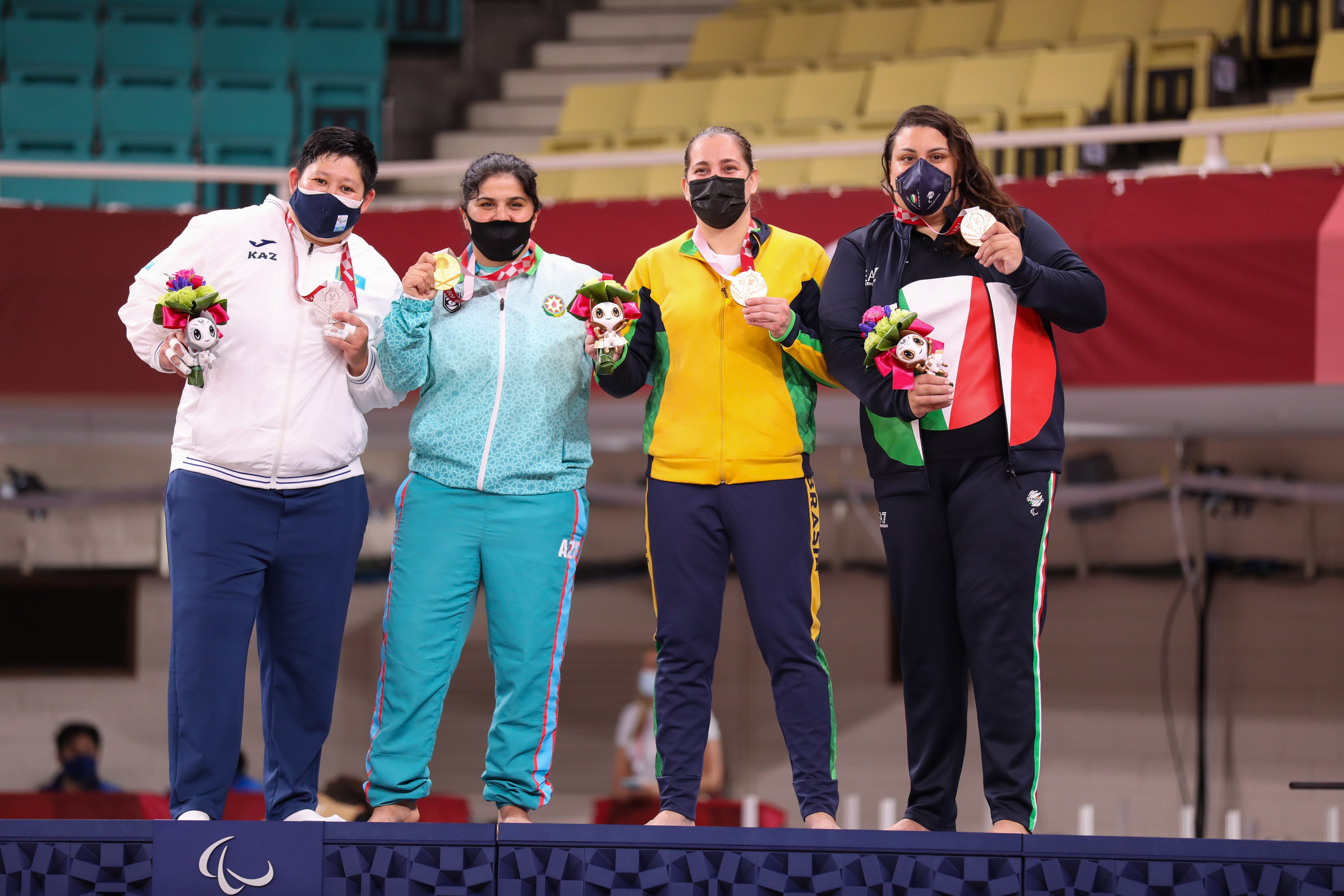
Зарина Байбатина (слева) на церемонии награждения в весовой категории свыше 70 кг

| Спортсмен          | Дисциплина           | 1/8 финала                                             | 1/4 финала                                               | 1/2 финала                                                            | Финал / Матч за 3-е место                                            | Финал / Матч за 3-е место |
| Спортсмен          | Дисциплина           | Соперник Результат                                     | Соперник Результат                                       | Соперник Результат                                                    | Соперник Результат                                                   | Место                     |
| ------------------ | -------------------- | ------------------------------------------------------ | -------------------------------------------------------- | --------------------------------------------------------------------- | -------------------------------------------------------------------- | ------------------------- |
| Ануар Сариев       | Мужчины, до 60 кг    | не участвовал                                          | Ядамдордж Сухбаатар (Монголия) Победа 1-0 (ваза-ари)     | Маркос Деннис Бланко (Венесуэла) Победа 10-0 (иппон)                  | Вугар Ширинли (Азербайджан) Поражение 1s2-10 (иппон)                 | 2                         |
| Темиржан Даулет    | Мужчины, до 73 кг    | Рамиль Гасымов (Азербайджан) Победа (неявка соперника) | Николай Корнхасс (Германия) Победа 10-1 (иппон)          | Гиорги Калдани (Грузия) Победа 11s1-0s1 (иппон)                       | Феруз Сайидов (Узбекистан) Поражение 0-10s1 (иппон)                  | 2                         |
| Галымжан Смагулулы | Мужчины, до 81 кг    | Натан Пети (Франция) Поражение 0-10s1 (иппон)          | Не прошёл                                                | Не прошёл                                                             | Не прошёл                                                            | 9                         |
| Жанбота Аманжол    | Мужчины, до 90 кг    | Владимир Федин (ПКР) Победа 11s1-1s1 (иппон)           | Александр Назаренко (Украина) Поражение 0s2-10s2 (иппон) | Утешительный финал Шухрат Бобоев (Узбекистан) Победа 10-0 (иппон)     | Матч за 3-е место Элиос Латшуманайа (Франция) Поражение 0-10 (иппон) | 5                         |
| Ерлан Утепов       | Мужчины, до 100 кг   | Ион Басок (Молдова) Поражение 0s1-1s1 (ваза-ари)       | Не прошёл                                                | Не прошёл                                                             | Не прошёл                                                            | 9                         |
| Даяна Федосова     | Женщины, до 57 кг    | Хайитхон Хусан кызы (Кыргызстан) Победа 11-0 (иппон)   | Севда Велиева (Азербайджан) Поражение 0-10 (иппон)       | Утешительный финал Наталья Овчинникова (ПКР) Поражение 0s2-10 (иппон) | Не прошла                                                            | 7                         |
| Зарина Байбатина   | Женщины, свыше 70 кг | -                                                      | Алтанцэцэг Ньямаа (Монголия) Победа 10-0 (иппон)         | Каролина Коста (Италия) Победа 10-0s1 (иппон)                         | Дурсадаф Керимова (Азербайджан) 0s2-10s1 (иппон)                     | 2                         |

### Лёгкая атлетика
| Спортсмен              | Дисциплина          | Квалификация | Квалификация | Финал     | Финал     |
| Спортсмен              | Дисциплина          | Результат    | Место        | Результат | Место     |
| ---------------------- | ------------------- | ------------ | ------------ | --------- | --------- |
| Дастан Мукашбеков      | Мужчины, ядро, F36  | н/д          | н/д          | 13.24     | 6         |
| Салтанат Абилхасымкызы | Женщины, 100 м, T35 | 16.54        | 9            | Не прошла | Не прошла |
| Салтанат Абилхасымкызы | Женщины, 200 м, T35 | н/д          | н/д          | 35.47     | 9         |

### Параканоэ
| Спортмен       | Дисциплина                         | Квалификация | Квалификация | Полуфинал | Полуфинал | Финал B | Финал B         | Финал B              |
| Спортмен       | Дисциплина                         | Время        | Место        | Время     | Место     | Время   | Место в заплыве | Место в общем зачёте |
| -------------- | ---------------------------------- | ------------ | ------------ | --------- | --------- | ------- | --------------- | -------------------- |
| Бибарыс Спатай | Мужчины, каяк-одиночка, 200 м, KL2 | 46.717       | 4            | 44.435    | 4         | 45.025  | 1               | 9                    |

### Пауэрлифтинг
| Спортсмен             | Дисциплина        | Результат, кг | Место |
| --------------------- | ----------------- | ------------- | ----- |
| Давид Дегтярёв        | Мужчины, до 54 кг | 174           | 1     |
| Рахметжан Хамаев      | Мужчины, до 88 кг | 195           | 5     |
| Алина Солодухина      | Женщины, до 45 кг | 83            | 5     |
| Гульбану Абдыхалыкова | Женщины, до 50 кг | 76            | 7     |
| Раушан Койшибаева     | Женщины, до 67 кг | 112           | 4     |

### Плавание
| Спортсмен           | Дисциплина                         | Квалификация | Квалификация | Финал     | Финал     |
| Спортсмен           | Дисциплина                         | Время        | Место        | Время     | Место     |
| ------------------- | ---------------------------------- | ------------ | ------------ | --------- | --------- |
| Роман Агалаков      | Мужчины, 50 м вольным стилем, S13  | 25.82        | 15           | Не прошёл | Не прошёл |
| Роман Агалаков      | Мужчины, 100 м баттерфляем, S13    | 1:02.21      | 11           | Не прошёл | Не прошёл |
| Сиязбек Далиев      | Мужчины, 50 м вольным стилем, S5   | 35.49        | 9            | Не прошёл | Не прошёл |
| Сиязбек Далиев      | Мужчины, 50 м на спине, S5         | 42.61        | 12           | Не прошёл | Не прошёл |
| Сиязбек Далиев      | Мужчины, 50 м баттерфляем, S5      | 35.73        | 4            | 35.27     | 5         |
| Нурдаулет Жумагали  | Мужчины, 50 м вольным стилем, S13  | 28.28        | 16           | Не прошёл | Не прошёл |
| Нурдаулет Жумагали  | Мужчины, 100 м брассом, SB13       | 1:04.97      | 3            | 1:05.20   | 3         |
| Нурдаулет Жумагали  | Мужчины, 200 м комплекс, SM13      | 2:25.92      | 14           | Не прошёл | Не прошёл |
| Ержан Салимгереев   | Мужчины, 100 м вольным стилем, S6  | 1:10.89      | 11           | Не прошёл | Не прошёл |
| Ержан Салимгереев   | Мужчины, 50 м баттерфляем, S6      | 33.14        | 7            | 32.53     | 6         |
| Нурали Советканов   | Мужчины, 100 м брассом, SB13       | 1:10.77      | 8            | 1:10.99   | 8         |
| Зульфия Габидуллина | Женщины, 50 м вольным стилем, S4   | 44.57        | 8            | 48.12     | 8         |
| Зульфия Габидуллина | Женщины, 50 м на спине, S4         | 1:21.90      | 15           | Не прошла | Не прошла |
| Зульфия Габидуллина | Женщины, 150 м комплекс, SM4       | 3:55.74      | 15           | Не прошла | Не прошла |
| Алия Рахимбекова    | Женщины, 100 м вольным стилем, S12 | 1:12.45      | 10           | Не прошла | Не прошла |
| Алия Рахимбекова    | Женщины, 100 м на спине, S12       | н/д          | н/д          | 1:23.74   | 8         |
| Алия Рахимбекова    | Женщины, 100 м брассом, S12        | н/д          | н/д          | 1:31.31   | 7         |

### Стрельба
| Спортмен          | Дисциплина                                  | Квалификация | Квалификация | Финал     | Финал     |
| Спортмен          | Дисциплина                                  | Очки         | Место        | Очки      | Место     |
| ----------------- | ------------------------------------------- | ------------ | ------------ | --------- | --------- |
| Айсулу Джумабаева | Женщины, пневматический пистолет, 10 м, SH1 | 544          | 13           | Не прошла | Не прошла |

### Тхэквондо
| Спортсмен        | Дисциплина           | 1/8 финала                                              | 1/4 финала                                                           | 1/2 финала                                                                        | Финал / Матч за 3-е место                                   | Место |
| Спортсмен        | Дисциплина           | Соперник Результат                                      | Соперник Результат                                                   | Соперник Результат                                                                | Соперник Результат                                          | Место |
| ---------------- | -------------------- | ------------------------------------------------------- | -------------------------------------------------------------------- | --------------------------------------------------------------------------------- | ----------------------------------------------------------- | ----- |
| Нурлан Домбаев   | Мужчины, до 75 кг    | не участвовал                                           | Хуан Саморано (Аргентина) Победа 27-25                               | Мехди Пуррахнамаахмадгураби (Иран) Поражение 6-24                                 | Матч за 3-е место Хуан Саморано (Аргентина) Поражение 12-13 | 5     |
| Нышан Омирали    | Мужчины, свыше 75 кг | Андрес Эстебан Молина Гомес (Коста-Рика) Поражение 6-12 | Утешительный четвертьфинал Рашид Исмаили Алауи (Марокко) Победа 24-8 | Утешительный полуфинал Франциско Алехандро Педроса Луна (Мексика) Поражение 15-18 | Не прошёл                                                   | 7     |
| Камиля Досмалова | Женщины, до 58 кг    | Мария Мичев (Сербия) Поражение 9-38                     | Утешительный четвертьфинал Сальма Абохегази (Египет) Поражение 15-41 | Не прошла                                                                         | Не прошла                                                   | 9     |